# Ichneumon autumnalis
Ichneumon autumnalis là một loài tò vò trong họ Ichneumonidae.